# 卡波耶拉

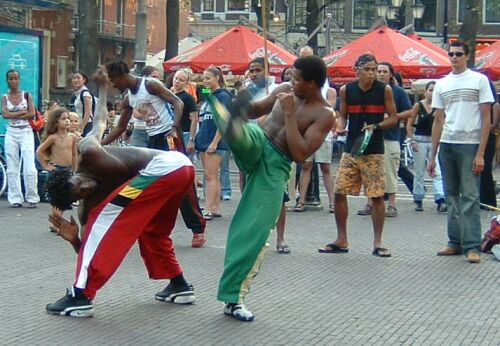
阿姆斯特丹街头的卡波耶拉表演

卡波耶拉（Capoeira），在香港，亦有組織將「Capoeira」譯為「卡普耶拉」、「卡波舞」或「巴西戰舞」，或因為其技擊型態多以腿部攻擊為主，而稱之為「巴西腿法」、「巴西腿術」，是一種於16世紀時由巴西黑奴所發展出的文化藝術，早期大部分的人認為卡波耶拉介於舞蹈與武術之間很多巴西人相信，卡波耶拉是門教育事業，能夠促進人與人間的友善互動和團隊合作，並化解衝突。
多數時候卡波耶拉被認為是兩人一組互相較勁的方式在鬥武，伴隨著現場即興的彈奏樂器與歌唱，是樂手同時也是舞者，從傳統的對練（Roda，音譯「厚打」）中，享受彼此互動交流的樂趣。偶爾雙方會各自展現舞蹈或是體操的動作，像是手轉、折腰、翻滾、倒立、下腰、跳躍等動作，增添Roda的趣味性與豐富度。
然而在過去，卡波耶拉卻有極濃厚的戰鬥用途，流於街坊巷弄間，成為幫派械鬥的利器，曾經一度被巴西政府明文規定，禁止練習，被抓到者會被處以極刑或是處死。雖然已經存在數百年，但一直到1930年代以後卡波耶拉舞才正式地被允許在民間習授流傳，由於這種舞蹈起源於非洲卻又融入了相當程度巴西本土原住民的文化特性，因此被認為是巴西最重要的本土文化象徵與國技之一。

## 名稱由來
由於最早是以口述歷史的方式代代相傳，「Capoeira」這個名稱的由來與舞蹈的起源，早已在時間的洪流之間遺失了。關於其命名的解釋眾說紛紜：一些巴西的學者認為它源自巴西當地原住民圖皮人（Tupi）的語言中，農人要進行火耕時將森林用焚燒或砍伐的方式所闢出的林間空地，這可能與奴隸在逃亡時，在森林中的臨時聚居地有關；在葡萄牙文中，這個字意指大型的雞窩或其他鳥類居巢，可能是用來暗喻進行奴隸買賣時，用來囚禁貨物的設施；著名的剛果學者奇亞·布恩賽奇·伏奇奧博士（Dr. K. Kia Bunseki Fu-Kiau）則認為「Capoeira」一詞其實源自奇剛果語（Kikongo，剛果的官方語言之一）中的「Kipura/Kipula」這個字，意指拍翅、跳躍、掙扎、鞭笞——這些全都是兩隻公雞在相鬥時所做的攻擊與迴避動作，因此他認為這個字應該是泛指所有以鬥雞的技巧為基礎所衍生出的打鬥方式，非常符合卡波耶拉這種兼具舞蹈與武術用途的表演動作。

## 歷史

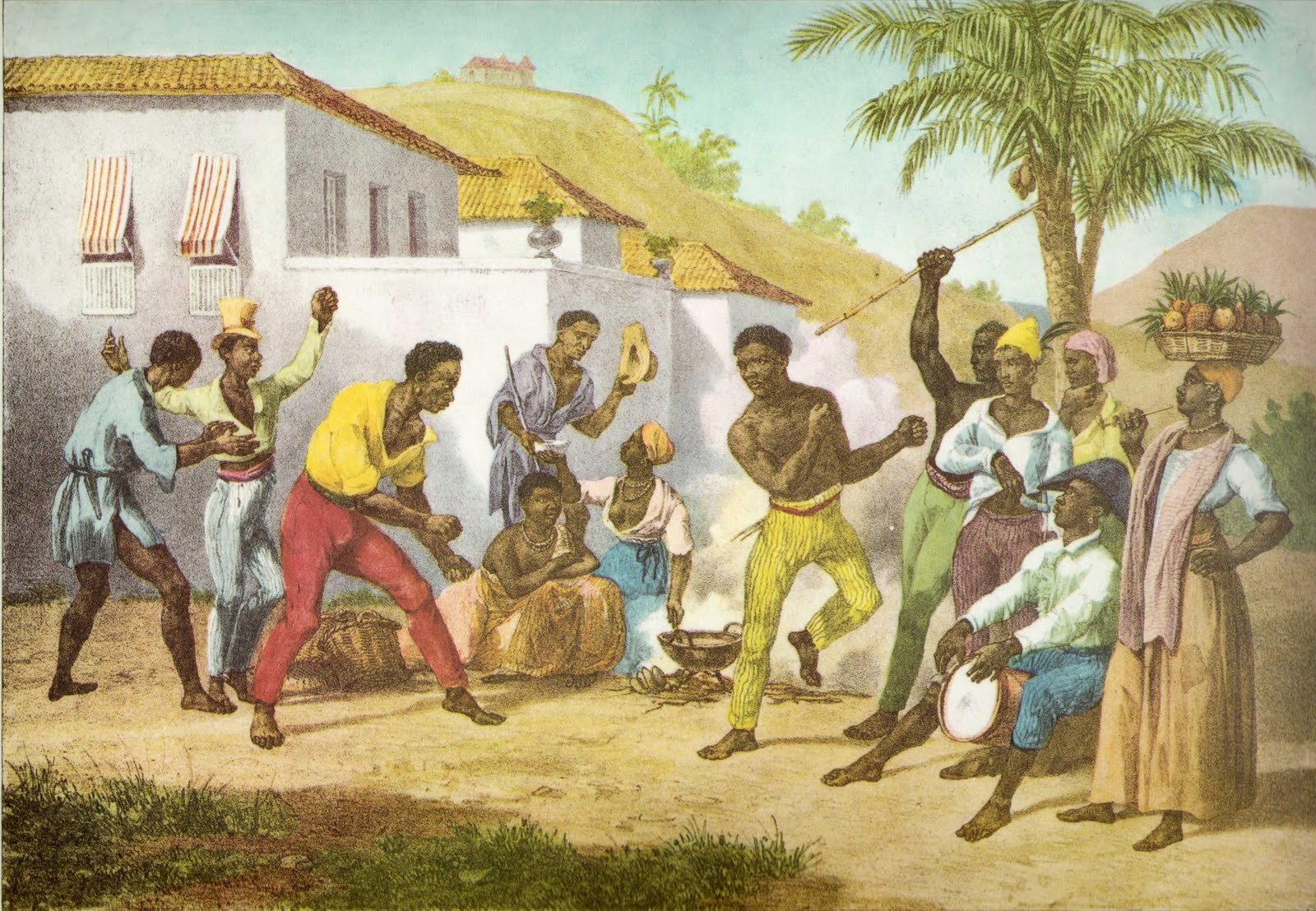
由德國畫家約翰·莫里茲·魯根達斯（Johann Moritz Rugendas）在1835年時創作的畫作《卡波耶拉》或又稱為《戰爭之舞》（Dance of War）。

在16世紀時，葡萄牙人自西非地區大量引進了黑人奴隸到南美洲，而被運往巴西的人數就佔了移入人口約42%的比重。在這些被送到巴西的人口之中，來自安哥拉、剛果與莫三比克等地的班圖族佔了很重要的比例。這些非洲來的新移民將他們在家鄉的宗教信仰與文化傳統帶到新世界，但由於擁有他們的葡萄牙主人蓄意地壓制，許多活動是無法明目張膽地舉行。有說法認為卡波耶拉是在這種環境下生成——奴隸們表面上是進行這種舞蹈作為信仰儀式，但暗地裡卻利用它來練習武藝，以求有朝一日能用來對抗奴役他們的主人。有說法認為卡波耶拉是源自這些非洲黑人們在短暫逃離他們的葡萄牙奴役者之控制時（1624年至1630年間，荷蘭入侵巴西，造成許多巴西的農場或甘蔗園停擺，大量奴隸逃入鄰近森林地區），在森林的藏匿處中以部落般的型態聚居，並且開始練習發展一種可以抵禦葡萄牙人進攻的徒手武術。
1888年巴西的奴隸制度廢除以後，許多被解放的奴隸恢復自由身分並湧入巴西的主要大城市，但卻因為找不到適當的工作而加入了幫派組織。在這些組織中他們繼續練習卡波耶拉，但卻轉為犯罪或反政府活動的用途，因而成為令當局非常頭痛的問題。這樣的情況導致新成立的巴西共和國當局在1892年時制定的新憲法中，加入了禁止卡波耶拉這種活動的規定，違犯者會被處以非常嚴重的刑罰。
然而，政府的禁令並沒有令卡波耶拉消失，只是轉為地下化而已，這樣的背景因素也造成了另一項卡波耶拉活動的傳統——為了避免警察與官方的追緝，卡波耶拉的參與者（葡萄牙文中稱為capoeiristas）在活動時通常不透漏自己的真名，而是改用「暱稱」（葡：apelido）互相稱呼。這樣的傳統一直到今日都還繼續使用著，當玩卡波耶拉的人通過受洗儀式（葡：batizado，類似其他武術中的升等測驗，但不同的是batizado是一種慶典儀式而非測驗）正式入門時，他們會得到屬於自己的專用暱稱。
巴西政府對卡波耶拉的禁令一直延續到1930年代時才結束，而帶領卡波耶拉運動重見天日的，是備受推崇的卡波耶拉宗師賓巴師父（Mestre Bimba，Bimba是當地語言中小男生的外生殖器之意）。賓巴在1937年時受邀在巴西總統面前首度公開地表演這種舞蹈，並在之後獲准成立巴西的第一所卡波耶拉學校。自那時起，卡波耶拉從一種受打壓的地下活動突然躍昇為巴西的國家運動，並迅速地散播到世界各地。賓巴所建立一系列系統化的卡波耶拉教育方式，對於推廣與延續整個卡波耶拉社群有莫大的貢獻，被譽為是現代卡波耶拉之父。
1942年時，另一位著名的卡波耶拉宗師巴斯奇亞師父（Mestre Pastinha，或稱保阿真提，意為“大善人”）在巴伊亞（Bahia）開創了第一所安哥拉卡波耶拉（Capoeira Angola）學校——安哥拉卡波耶拉運動中心（Centro Esportivo de Capoeira Angola，該運動中心位於一稱為「瓦林納斯」的貧民區）。雖然巴斯奇亞並不是唯一一個「開創」安哥拉卡波耶拉這流派的人，但通常提到誰是現代安哥拉卡波耶拉的祖師時，還是會將這頭銜歸功於他。

## 風格
卡波耶拉的發展已有數百年歷史，從北方的Bahia開始向南北延伸，地域的不同也改變著卡波耶拉的樣貌，而後發展出許多不同的風格。有一些卡波耶拉的大師(Mestre)認為，卡波耶拉的眾多風格，讓整個卡波耶拉的發展更為豐富多元，在不同風格的交流與融合間，卡波耶拉不斷的進化成新的樣貌。雖然，如此的劃分並不見得能完全解釋各派的異同，也存在有許多風格比較不明確的混合式玩法(Jogo)，但一般來說，現代的卡波耶拉大致可以分為下列幾種風格：

### 安哥拉卡波耶拉
安哥拉卡波耶拉（Capoeira Angola）的命名來源不是很明確，但一般咸認，此名稱應該來自於當初被運送至巴西的非洲人裡面，為數不少的安哥拉班圖族人。安哥拉卡波耶拉通常被認為是一種較傳統的卡波耶拉，通常被認為會使用比較慢，比較低姿態、隱動微妙的動作，以比較近距離的方式讓兩名舞者互動。安哥拉卡波耶拉比較注重卡波耶拉舞的宗教性，與正統舞步的傳承。不過，雖然傳統的慢速舞步在此流派比較常見，但也存在有使用節拍快速的音樂、非常有律動感的安哥拉風格跳法，差異性比較大。

### 耶吉歐納卡波耶拉

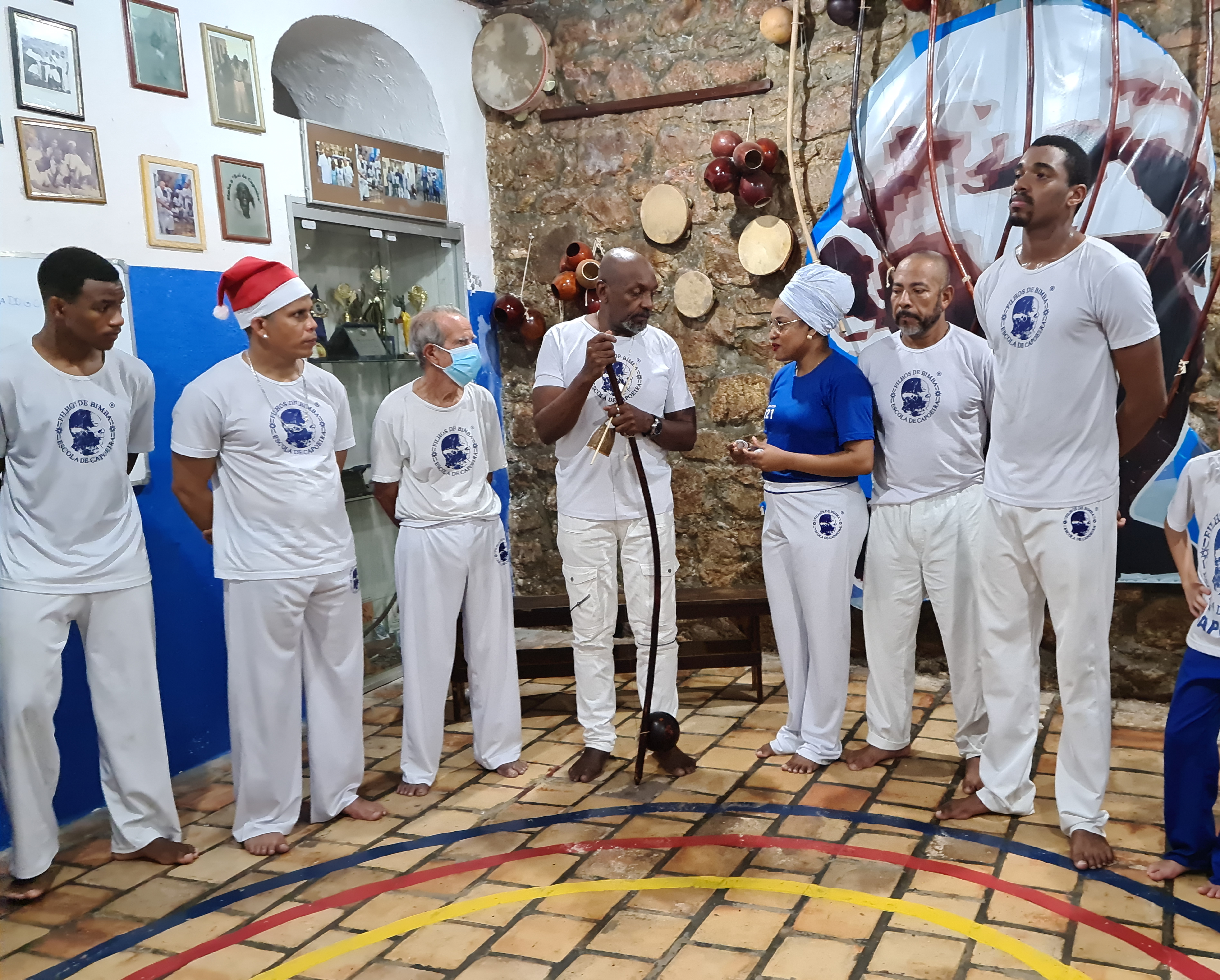
Mestre Bimba group, 2022

耶吉歐納卡波耶拉或「區域性」卡波耶拉（Capoeira Regional，regional在葡萄牙文中也是代表「區域性」之意）是一種比較新式、比較武術取向，由賓巴師傅開始倡導的改良式卡波耶拉舞。賓巴師父利用這樣的改良將卡波耶拉變成一種比較能廣為一般民眾所能接受、具有主流風格的運動方式，也希望能透過這方式盡量減少地下幫派時代卡波耶拉給人的壞印象。雖然耶吉歐納卡波耶拉偶爾也可以像安哥拉流派那般，搭配比較慢的音樂來表演，但一般來說此流派還是以非常快、較具有韻律感的方式來進行。不過可能讓大部分的人感到意外的是，耶吉歐納卡波耶拉並不像想像中那般，有很多花俏的表演性動作，相反的，它的本質其實是一種戰鬥用武術。
另外一個可以看得出耶吉歐納卡波耶拉之武術取向的特色，在於此流派擁有類似其他武術（如跆拳道、空手道）在使用的升級系統。此派的參予者通常會佩帶一條當作腰帶用的彩色繩子，稱作「corda」或「cordão」，來辨識他的等級。

### 當代卡波耶拉
當代卡波耶拉（Capoeira Contemporânea）並不真的是一種流派，而是泛指一些同時融合安哥拉與耶吉歐納風格，甚至混入其他當代舞蹈與音樂元素的混種卡波耶拉舞，通常不同的團體擁有自己不同的詮釋方式，有些非常新進的團體，甚至將卡波耶拉轉變為一種注重花式技巧的運動風格，而非傳統的文化表達活動。一些現代流行舞蹈，例如霹靂舞（Break dance），就被認為可能是源自或至少融合了部份卡波耶拉舞的概念，逐漸轉變而成。

## 音乐
音乐为卡波耶拉重要一部分，当时把音乐加入就是为了让主人相信他们在唱歌及跳舞。音乐由乐器及歌唱一起构成，节奏可从慢（安可拉）到快（大圣本图），歌词可以是一个故事，故事的主角可以是一个洗衣妇女或是一个卡波耶拉的名人，有時也可能是失恋悲词或是日常生活的一些小事。音乐的节奏是由貝林报（Berimbau）来控制，节奏改变的时候歌词也会改变，比如他们看到警察来的时候，就会改用骑兵队的节奏，并利用暗语含蓄的作为通知。
貝林报是用一根木棍加上一线铁丝，再與作为共鸣的葫芦弓型部分組成的乐器，有分高、中及低音的宫伽（Gunga）。

## 等级
由于它的起源，卡波耶拉从未有过统一或普遍的等级系统。雖然排名或等级系统大致都遵循相同流程，但从来没有一套统一的等级系统是被大多数大师所接受，这意味不同的卡波耶拉社團會擁有各自不同的等級系統。
宾巴大师于1930年成立了第一个等级系统，而如今最常见的系统是利用在腰上绑上不同颜色的绳带來代表成員的等級。但也有些大师使用不同的系统，或甚至没有系统。
曾經有過許多不同的聯盟或協會試圖統一卡波耶拉的等級制度，在其中巴西卡波耶拉聯盟（Confederação Brasileira de Capoeira）所制訂的系統是接受度比較廣泛的一種：
- 基础成人毕业（14岁起）
  - 初学者：无腰带
  - 洗礼：绿色
  - 毕业：黄色
  - 毕业：蓝色
  - 中级：绿色和黄色
  - 高级：绿色和蓝色
  - 见习：黄色和蓝色
- 高级成人毕业 - 卡波耶拉教练
  - 形成：绿色，黄色和蓝色
  - 驾驭：绿色和白色
  - 教练：黄色和白色
  - 准大师：蓝色和白色
  - 大师：白色
- 儿童毕业（至14岁）- 与基础毕业相同，但增加灰色。完成后，如果儿童还未满14岁，他将获得绿色成人毕业。

初级腰带可在一年内获得。高级腰带，特别是准大师和大师的，需要几年的时间以及对卡波耶拉技术和文化的深入理解。
（金帶）是最大的卡波耶拉社团之一，是由Suassuna大师和Brasilia大师在1967年時成立於巴西圣保罗。其使用一種不同的等級制度：
- 一级：绿色
- 二级：绿色和黄色
- 三级：黄色
- 四级：黄色和蓝色
- 五级（教练）：蓝色
- 六级（教授）：蓝色，绿色和黄色
- 七级（准大师）：蓝色和绿色，黄色和白色
- 八级（大师，一级）：白色和绿色
- 九级（大师，二级）：白色和黄色
- 十级（大师，三级）：白，蓝
- 十一级（特级大师）：白色

## 延伸閱讀
- Almeida, Bira "Mestre Acordeon". . Berkeley: North Atlantic Books. 1986. ISBN 0-938190-30-X.
- Downey, Greg. . Oxford University Press. 2005. ISBN 0195176987.
- Merrell, Floyd. . Princeton: Markus Wiener. 2005. ISBN 1-55876-349-X.
- Mason, Paul H.  (PDF). Global Ethnographic. 2013, 1: 1–8.
- Stephens, Neil; Delamont, Sara. . Qualitative Inquiry. 2006, 12 (2): 316–339. doi:10.1177/1077800405284370.

## 外部連結
- 卡波耶拉影片（页面存档备份，存于）
- Capoeira Music – Detailed information about capoeira songs, lyrics, rhythms, instruments and Mestres（页面存档备份，存于）
- http://oicd.net/ge/index.php/intracultural-and-intercultural-dynamics-of-capoeira/ （页面存档备份，存于）